# مقاطعة أوغوستا (فيرجينيا)
 مقاطعة أوغوستا  (بالإنجليزية:  Augusta County)‏ هي إحدى المقاطعات في ولاية فيرجينيا في الولايات المتحدة الأمريكية.

## أعلام
- هنري دبليو. هولت
- ديفيد كامبل
- روبرت ألين
- صموئيل هادن هاربر
- جورج كاليب بينغهام
- توماس آدامز
- جورج ماديسون